# Reedsville (Virginia Occidental)
Reedsville es un pueblo ubicado en el condado de Preston en el estado estadounidense de Virginia Occidental. En el Censo de 2010 tenía una población de 593 habitantes y una densidad poblacional de 352,79 personas por km².

## Geografía
Reedsville se encuentra ubicado en las coordenadas 39°30′37″N 79°48′2″O / 39.51028, -79.80056. Según la Oficina del Censo de los Estados Unidos, Reedsville tiene una superficie total de 1.68 km², de la cual 1.68 km² corresponden a tierra firme y (0%) 0 km² es agua.

## Demografía
Según el censo de 2010, había 593 personas residiendo en Reedsville. La densidad de población era de 352,79 hab./km². De los 593 habitantes, Reedsville estaba compuesto por el 98.48% blancos, el 0.51% eran afroamericanos, el 0% eran amerindios, el 0% eran asiáticos, el 0% eran isleños del Pacífico, el 0% eran de otras razas y el 1.01% pertenecían a dos o más razas. Del total de la población el 0.17% eran hispanos o latinos de cualquier raza.